# 기미이데라정
기미이데라정(紀三井寺町)은 와카야마현 가이소군에 설치되었던 정이다. 현재의 와카야마시에 해당한다.

## 역사
- 1889년 4월 1일 - 정촌제 시행에 의해 나구사군 기미이데라촌이 성립하였다.
- 1896년 4월 1일 - 아마군, 나구사군과 합병해 가이소군이 되었다.
- 1935년 2월 11일 - 정으로 승격해 가미이데라정이 되었다.
- 1940년 2월 1일 - 시정촌 합병에 의해 노자키촌, 산타촌과 함께 와카야마시에 편입해되었다.